# Petter Lidbeck
Petter Lidbeck, född 1964 i Helsingborg, är en svensk författare. Han gick den 25 augusti 2010 ut med att det är han som är personen bakom pseudonymen Hans Koppel.
Lidbeck har under sin karriär främst skrivit barnböcker. Han debuterade 1997 med romanen Linnea från Yuijang. I och med användandet av pseudonymen Hans Koppel har han även börjat skriva vuxenlitteratur. 

## Barnböcker
Petter Lindbeck har skrivit många uppmärksammade barnböcker. Anna Larssons hemliga dagbok nominerades till Augustpriset 2003. Bilderboken Kan man (2004) med bilder av Lisen Adbåge tänjde genom sitt våldsamma innehåll gränserna för vad man kan berätta om för yngre barn. Böcker i deckarserien Tre tjejer har flera gånger nominerats till Spårhunden. 2020 tilldelades Petter Lidbeck Crimetime Award Årets barndeckare för ett par titlar i serien Signe Holm.

## Hans Koppel
Hans Koppel är Petter Lidbecks vuxenromanspseudonym. Sedan debuten under denna pseudonym 2008 har han gett ut flera böcker under denna pseudonym, bland annat: Vi i villa (2008), Medicinen (2009), Kungens födelsedag (2010), Kommer aldrig mer igen (2011), Kom så ska vi tycka om varandra (2012) och Om döda ont (2013). Lidbeck säger dock att han har ytterligare två romaner planerade under namnet. I en intervju med Svenska Dagbladet ger Lidbeck flera skäl till valet att skriva under pseudonym. För det första trodde Lidbeck att han skulle ha blivit annorlunda bemött om han valt att skriva under sitt riktiga namn, då han menar att barnboksförfattare inte inger samma respekt som vuxenförfattare. Ett andra skäl är enligt Lidbeck att han vill skilja rollerna som vuxen- och barnförfattare åt. Som ett sista skäl anger Lidbeck pseudonymen som en del av en PR-strategi: "det var ett bra sätt att få lite uppmärksamhet."
Medicinen filmatiserades 2014 i regi av Colin Nutley, se Medicinen (film).

## Priser och utmärkelserna
- Bokjuryn kategori 0-6 år 2004
- Nils Holgersson-plaketten 2005 för (En dag i prinsessan Victorias liv)
- Wettergrens barnbokollon 2006
- Astrid Lindgren-priset 2024[4]